# Владимировка (станция)
Влади́мировка — железнодорожная станция Астраханского региона Приволжской железной дороги. Одна из железнодорожных станций города Ахтубинска.
Название произошло от названия слободы Владимировка, бывшего районного центра Астраханского уезда, объединившегося в 1959 году с селами Ахтуба и Петропавловка, в результате чего образовался город Ахтубинск.
Станция расположена на привокзальной площади, рядом с ней находится автобусная станция Ахтубинск, несколько продуктовых магазинов и кафе.
Ближайшая гостиница «Взлёт» (бывшая «Южная»).
Станция реконструировалась в 2003 — 2004 годах.

## Коммерческие операции
- Продажа пассажирских билетов.
- Приём, выдача багажа[3].

## Дальнее следование по станции
По состоянию на декабрь 2023 года через станцию курсируют следующие поезда дальнего следования:
| Круглогодичное обращение поездов | Круглогодичное обращение поездов | Круглогодичное обращение поездов | Круглогодичное обращение поездов |
| № поезда                         | Маршрут движения                 | № поезда                         | Маршрут движения                 |
| -------------------------------- | -------------------------------- | -------------------------------- | -------------------------------- |
| 41                               | Волгоград — Астрахань            | 42                               | Астрахань — Волгоград            |
| 123                              | Волгоград — Ташкент              | 124                              | Ташкент — Волгоград              |
| 301                              | Волгоград — Грозный              | 302                              | Грозный — Волгоград              |
| 319                              | Волгоград — Куляб                | 320                              | Куляб — Волгоград                |
| 329                              | Волгоград — Душанбе              | 330                              | Душанбе — Волгоград              |
| 359                              | Волгоград — Худжанд              | 360                              | Худжанд — Волгоград              |
| 373                              | Махачкала — Тюмень               | 374                              | Тюмень — Махачкала               |

| Сезонное обращение поездов | Сезонное обращение поездов        | Сезонное обращение поездов | Сезонное обращение поездов        |
| № поезда                   | Маршрут движения                  | № поезда                   | Маршрут движения                  |
| -------------------------- | --------------------------------- | -------------------------- | --------------------------------- |
| 249                        | Имеретинский курорт — Новокузнецк | 250                        | Новокузнецк — Имеретинский курорт |
| 465                        | Имеретинский курорт — Астрахань   | 466                        | Астрахань — Имеретинский курорт   |
| 545                        | Имеретинский курорт — Орск        | 546                        | Орск — Имеретинский курорт        |